# Virginija Vingrienė
Virginija Vingrienė (ur. 5 września 1971 w Kermušija) – litewska agronom i polityk. Posłanka na Sejm Republiki Litewskiej.

## Życiorys
W 1979 studiowała agronomię naukową na Litewskiej Akademii Rolniczej (ob. Uniwersytet Aleksandrasa Stulginskisa). W latach 1995–1997 uczestniczyła w badaniach agrarnych na Uniwersytecie Marcina Lutra w Halle i Wittenberdze. Od 1997 do 2001 studiowała na Litewskiej Akademii Rolniczej (ob. Uniwersytet Aleksandrasa Stulginskisa).
W latach 2001–2016 była głównym specjalistą w Ministerstwie Rolnictwa Republiki Litewskiej. Od 2014 roku wiceprzewodnicząca Litewskiego Związku Rolników i Zielonych.
W 2016 przyjęła propozycję kandydowania do Sejmu z ramienia Litewskiego Związku Rolników i Zielonych. W wyborach w 2016 uzyskała mandat posłanki na Sejm Republiki Litewskiej.